# تولیو گراسی
تولیو گراسی (ایتالیایی: Tullio Grassi; ۵ فوریهٔ ۱۹۱۰ – ۸ نوامبر ۱۹۸۵) بازیکن و مربی فوتبال اهل سوئیس بود.
از باشگاه‌هایی که در آن بازی کرده‌است می‌توان به باشگاه فوتبال گراس‌هاپر زوریخ و باشگاه فوتبال لوگانو اشاره کرد.
وی همچنین در تیم ملی فوتبال سوئیس بازی کرده‌است.